# Neoseiulus edestes
Neoseiulus edestes är en spindeldjursart som beskrevs av John Stanley Beard 200. Neoseiulus edestes ingår i släktet Neoseiulus och familjen Phytoseiidae. Inga underarter finns listade i Catalogue of Life.